# Гісем Олександр Володимирович
Гісем Олександр Володимирович — автор шкільних підручників та посібників з історії, вчитель-методист Міжнародної української школи в Києві, кандидат історичних наук.

## Біографія
В 1987 році закінчив Свалявську середню школу № 2 Закарпатської області.
Учасник робочої групи із доопрацювання навчальних програм з історії, роботу яких координують департамент загальної середньої та дошкільної освіти Міністерство освіти і науки України та Інститут модернізації змісту освіти.
Довгий час був головним редактором науково-методичного журналу «Історія в школах України» Київського видавництва «Педагогічна преса».
З серпня 2016 року очолює науково-методичний журнал «Історія і сучасність», в якому подається необхідна інформація для вчителів історії: методичні розробки уроків, сценарії проведення заходів, контрольні тестові завдання; для фахівців у галузі: цікаві наукові дослідження, публікації

## Наука
В 2008 році захистив кандидатську дисертацію на тему «Дипломатичні відносини між Польщею та УСРР 1921—1923 рр.».

## Підготовка до ЗНО
У квітні-травні 2016 року в Україні розгорівся скандал навколо розділ довідника О.Гісема, в якому вказується, що у всіх областях, крім Донецької та Криму, проводилися мітинги на підтримку Євромайдану. Після такого розголосу Міністерство освіти скасувало гриф посібника «Історія. Довідник, тестові завдання»

## Творче надбання
О.Гісем — автор численних видань зі всесвітньої історії, історії України, серед яких підручники, методичні та навчальні посібники, які отримали гриф Міністерства освіти і науки України. Деякі з них у співавторстві з учителем історії спеціалізованої школи № 138 м. Києва Олександром Мартинюком.

## Перелік публікацій

### Підручники
- Гісем Олександр Володимирович. Вступ до історії [Текст]: підручник для 5 кл. закл. загал. серед. освіти / О. В. Гісем, О. — Харків: Ранок, 2018. — 144 с. : іл. ; 26 см — ISBN 978-617-09-4364-4 (в м'як. опр.)
- Гісем Олександр Володимирович. Історія України [Текст]: Підручник для 8 кл. загальноосвіт. навч. закладів / О. В. Гісем, О. О. Мартинюк. — Харків: АН ГРО плюс, 2008. — 256 с. : іл. ; 23 см — ISBN 978-966-1598-00-2 (в тв. обкл.)
- Гісем Олександр Володимирович. Історія України [Текст]: Підручник для 7 кл. загальноосвіт. навч. закладів / О. В. Гісем, О. О. Мартинюк. — Харків: Ранок, 2015. — 240 с. : іл. ; 21,5 см — ISBN 978-617-09-2481-0 (в тв. обкл.)
- Гісем Олександр Володимирович. Історія України [Текст]: Підручник для 8 кл. загальноосвіт. навч. закладів / О. В. Гісем, О. О. Мартинюк. — Харків: Ранок, 2016. — 272 с. : іл. ; 21,5 см — ISBN 978-617-09-2881-8 (в тв. обкл.)
- Гісем Олександр Володимирович. Історія України [Текст]: Підручник для 9 кл. загальноосвіт. навч. закладів / О. В. Гісем, О. О. Мартинюк. — Харків: Ранок, 2017. — 288 с. : іл. ; 21,5 см — ISBN 978-617-09-3364-5 (в тв. обкл.)
- Гісем Олександр Володимирович. Історія України [Текст]: Підручник для 10 кл. загальноосвіт. навч. закладів / О. В. Гісем, О. О. Мартинюк. — Харків: Ранок, 2018. — 240 с. : іл. ; 21,5 см — ISBN 978-617-09-4340-8 (в тв. обкл.)
- Гісем Олександр Володимирович. Всесвітня історія. Новий час (XV—XVIII ст.) [Текст]: підручник для 8 класу загальноосвітніх навчальних закладів / О. В. Гісем, О. О. Мартинюк. — Харків: АН ГРО плюс, 2008. — 256 с. : іл. ; 24 см — ISBN 978-966-1598-01-9 (в тв. опр.)
- Гісем Олександр Володимирович. Всесвітня історія [Текст]: підручник для 9 кл. загальноосвіт. навч. закладів / О. В. Гісем, О. О. Мартинюк. — Харків: Ранок, 2009. — 224 с. : іл. ; 24 см — ISBN 978-611-540-000-3 (в тв. опр.)
- Гісем Олександр Володимирович. Всесвітня історія [Текст]: підручник для 7 кл. загальноосвіт. навч. закладів / О. В. Гісем, О. О. Мартинюк. — Харків: Ранок, 2015. — 224 с. : іл. ; 21,5 см — ISBN 978-617-09-2482-7 (в тв. опр.)
- Гісем Олександр Володимирович. Всесвітня історія [Текст]: підручник для 8 кл. загальноосвіт. навч. закладів / О. В. Гісем, О. О. Мартинюк. — Харків: Ранок, 2016. — 256 с. : іл. ; 21,5 см — ISBN 978-617-09-2879-5 (в тв. опр.)
- Гісем Олександр Володимирович. Всесвітня історія [Текст]: підручник для 9 кл. загальноосвіт. навч. закладів / О. В. Гісем, О. О. Мартинюк. — Харків: Ранок, 2017. — 256 с. : іл. ; 21,5 см — ISBN 978-617-09-3368-3 (в тв. опр.)
- Гісем Олександр Володимирович. Всесвітня історія (рівень стандарту) [Текст]: підручник для 10 кл. закл. загал. серед. освіти / О. В. Гісем, О. О. Мартинюк. — Харків: Ранок, 2018. — 176 с. : іл. ; 21,5 см — ISBN 978-617-09-4341-5 (в тв. опр.)
- Гісем Олександр Володимирович. Громадянська освіта (інтегрований курс, рівень стандарту) [Текст]: підручник для 10 кл. закл. загал. серед. освіти / О. В. Гісем, О. О. Мартинюк. — Харків: Ранок, 2018. — 192 с. : іл. ; 26 см — ISBN 978-617-09-4348-4 (в м'як. опр.)
- Гісем О. Всесвітня історія 1918—1945 рр. 10 клас [Текст] / О. Гісем [та ін]. — К. : Козаки, 1996 . — (Шкільна полиця). Ч. 1. — [Б. м.]: [б.в.], 1996. — 169 с. — ISBN 966-514-011-6. — ISBN 966-514-012-4
- Гісем Олександр Володимирович. Всесвітня історія [Текст]: навчальний посібник для 10 кл. Ч. 2. 1918—1945 рр. / О. В. Гісем, О. А. Подобєд. — Київ: Істина, 1996. — 130 с. ; 20 см — (в пер.)
- Гісем Олександр Володимирович. Всесвітня історія. Новітній період (1914—1939 рр.) [Текст]: Навчальний посібник для 10 кл. / О. В. Гісем, В. М. Даниленко, А. О. Подобєд. — Київ: Ніка-Центр, 1999. — 336 с.
- Гісем Олександр Володимирович. Всесвітня історія. Нова історія (кінець XVIII — початок ХХ ст.) [Текст]: Навчальний посібник для 9 кл. / О. В. Гісем, О. Мартинюк, А. Ольбішевський, В. Щербина. — 2-ге вид., перероб. — Київ: А. С. К., 2000. — 336 с. ; 20 см — ISBN 966-539-273-5 (в тв. опр.)
- Гісем, Олександр Володимирович. Історія України. Кінець XVIII — початок ХХ ст. [Текст]: Навчальний посібник для 9 класу / О. В. Гісем, О. О. Мартинюк. — Київ: Ніка-Центр, 2000. — 462 с. ; 20 см — ISBN 966-521-119-6

### Посібники
- Гісем Олександр Володимирович. Всесвітня історія. 1918—1945 роки [Текст]: навчальний посібник для 10 кл. Ч. 1 / О. В. Гісем, В. М. Даниленко, О. А. Подобєд. — Київ: Козаки, 1996. — 172 с. ; 20 см — (Шкільна полиця). — ISBN 966-514-011-6
- Гісем Олександр Володимирович. Історія України [Текст]: Плани-конспекти уроків. 5 клас / О. В. Гісем, О. О. Мартинюк. — Харків: Ранок, 2002. — 188 с. ; 21 см — (На допомогу вчителю). — ISBN 966-679-629-5 (в пер.)
- Гісем Олександр Володимирович. Голокост в Україні (1941—1944): Словник-довідник / О. В. Гісем, О. О. Мартинюк ; ред. М. І. Тяглий ; Укр. центр вивчення історії Голокосту. — 3-тє вид., випр. і доп. — Київ: Сфера, 2009. — 100 с. ; 20 см — (Українська бібліотека Голокосту). — ISBN 978-966-8782-60-2
- Гісем Олександр Володимирович. Історія України [Текст]: Плани-конспекти уроків. 11 клас / О. В. Гісем, О. О. Мартинюк. — Харків: Ранок ; Харків: Веста, 2003. — 317 с. ; 21 см — (На допомогу вчителю). — ISBN 966-679-988-X (в пер.)
- Гісем Олександр Володимирович. Історія середніх віків [Текст]: Плани-конспекти уроків : 7 клас / О. В. Гісем, О. О. Мартинюк. — Харків: Веста: Ранок, 2005. — 268 с. ; 20 см — (На допомогу вчителю). — ISBN 966-08-0122-X (в пер.) :
- Гісем Олександр Володимирович. Всесвітня історія. Розробки уроків. 10 клас / О. В. Гісем, О. О. Мартинюк. — Харків: Ранок: Веста, 2007. — 432 с. ; 22 см — (Майстер-клас). — ISBN 978-966-08-2054-8 (в м. обкл.)
- Гісем Олександр Володимирович. Історія України: Розробки уроків. 10 клас / О. В. Гісем, О. О. Мартинюк. — Харків: Ранок ; Харків: Веста, 2007. — 336 с. ; 21 см + Додаток (16 с.). — (Майстер-клас). — ISBN 978-966-08-2175-0 (в м. обкл.)
- Гісем Олександр Володимирович. Історія України: Розробки уроків. 11 клас / О. В. Гісем, О. О. Мартинюк. — Харків: Ранок ; Харків: Веста, 2007. — 400 с. ; 21 см + Додаток (16 с.). — (Майстер-клас). — ISBN 978-966-08-1710-4 (в м. обкл.)
- Гісем Олександр Володимирович. Всесвітня історія: 1918—1945 рр.: 10 клас: историческая литература. Ч. 2 / О. В. Гісем, О. А. Подобєд, В. М. Даниленко. — Київ: Козаки, 1997. — 140 с. ; 20 см — ISBN 966-514-011-6 (в тв. опр.) :
- Гісем Олександр Володимирович. Країни Азії, Африки, Латинської Америки на шляхах незалежного розвитку [Текст]: Матеріали до курсу «Всесвітня історія»(11 клас) / О. В. Гісем. — Київ: [б. в.], 1995. — 80 с.
- Гісем О. В. Міжнародні відносини (1945—1995) [Текст] / О. В. Гісем. — К. : [б.в.], 1995. — 84 с.
- Гісем Олександр Володимирович. Країни Азії, Африки, Латинської Америки на шляхах незалежного розвитку [Текст]: матеріали до курсу «Всесвітня історія» (11 кл.) / О. В. Гісем. — К. : [б.в.], 1995. — 80 с.
- Гісем, О. В. Країни Південної, Східної Європи і Латинської Америки у період 1918—1945 років (Матеріали до курсу «Всесвітня історія». 10 кл.) [Текст] / О. В. Гісем, А. О. Подобєд ; Асоціація істориків «Істина» Творчої спілки вчителів України. — К. : [б.в.], 1996. — 28 с.

### Підготовка до ЗНО та ДПА
- Історія України ХХ ст. Для тих, хто готується до іспитів [Текст]: довідник / О. В. Гісем [та ін] ; ред. П. П. Панченко ; Ін-т історії України Нац. акад. наук України, Київ. міжрегіонал. ін-т вдосконалення вчителів ім. Бориса Грінченка. — К. : Ніка — Центр, 1999. — 157 с. — ISBN 966-521-130-7
- Історія України та Всесвітня історія ХХ століття. Білети та відповіді. 11 клас [Текст]: плани відповідей, ключові дати / авт.-упоряд. О. В. Гісем [та ін.]. — К. : Актуальна освіта ; Т. : Навчальна книга — Богдан, 1999. — 96 с. — (Шкільний екзамен'99). — ISBN 966-7259-10-2. — ISBN 966-7437-57-4
- Всесвітня історія ХХ ст.: Для тих, хто готується до іспитів [Текст] / О. В. Гісем [та ін] ; Ін-т історії України Нац. акад. наук України, Київ. міжрегіон. ін-т вдосконалення вчителів ім. Бориса Грінченка. — К. : Ніка-Центр, 1999. — 400 с. — ISBN 966-521-006-8
- Історія України з найдавніших часів до початку ХХ ст. [Текст]: білети та відповіді; 9 кл. / авт.-упоряд. О. В. Гісем [та ін.]. — К. : Ніка-Центр, 1999. — 96 с. — (Екзамен' 99). — ISBN 966-521-016-5
- Історія України та всесвітня історія ХХ ст. [Текст]: білети та відповіді; 11 кл. / Ін-т історії України Нац. акад. наук України, Київ. міжрегіон. ін-т вдосконалення вчителів ім. Бориса Грінченка ; авт.-упоряд. О. В. Гісем [та ін.]. — К. : Ніка-Центр, 1999. — 160 с. — (Екзамен' 99). — ISBN 966-521-011-4
- Основи правознавства. Білети та відповіді. 9 клас [Текст] / авт.-упоряд. О. В. Гісем [та ін.] ; Київський міжрегіональний ін-т вдосконалення вчителів ім. Бориса Грінченка. — К. : Ніка-Центр, 2000. — 128 с. — (Екзамен 2000). — ISBN 966-521-084-X
- Історія України та Всесвітня історія ХХ століття. 11 клас [Текст]: білети та відповіді+ плани відповідей+ ключові дати / авт.- упоряд. О. В. Гісем [та ін.]. — Т. : Навчальна книга — БогДан, 2000. — 96 с. — (Шкільний екзамен' 2000). — ISBN 966-7437-57-4
- Історія України з найдавніших часів до початку ХХ ст. Білети та відповіді. 9 клас [Текст] / авт.-упоряд. О. В. Гісем [та ін.] ; Київський міжрегіональний ін-т вдосконалення вчителів ім. Бориса Грінченка. — К. : Ніка-Центр, 2000. — 96 с. — (Екзамен 2000). — ISBN 966-521-074-2
- Історія України та всесвітня історія ХХ ст. Білети та відповіді. 11 клас [Текст] / авт.-упоряд. О. В. Гісем [та ін.] ; Київський міжрегіональний ін-т вдосконалення вчителів ім. Бориса Грінченка. — К. : Ніка-Центр, 2000. — 160 с. — ISBN 966-521-079-3
- Гісем Олександр Володимирович. Всесвітня історія. Нова історія (XVI- кінець XVIII ст.). 8 клас [Текст]: навч. посібник / О. В. Гісем, О. О. Матринюк. — К. : А. С. К., 1999. — 320 с. — ISBN 966-539-193-3